# Tmesisternus variegatus
Tmesisternus variegatus là một loài bọ cánh cứng trong họ Cerambycidae.